# تشارلز ديكنسون ويست
تشارلز ديكنسون ويست (10 يناير 1847 - 10 يناير 1908) هو مهندس ميكانيكي إرلندي عمل لمدة سنوات في الكلية الملكية للهندسة ‏ في فترة مييجي في اليابان.
ولد ويست في مدينة دبلن ودرس الهندسة الميكانيكية في كلية الثالوث وتخرج في عام 1869 ثم عمل في شركة برقنهد للحديد والصلب لمدة 5 سنوات.